# Productiefactormethode
De productiefactormethode (PFM) is een economische waarderingsmethode waarbij het uitgangspunt is dat een verbeterde natuur- of milieukwaliteit tot een verhoogde economische productie kan leiden.
De waardering gebeurt in twee stappen. Eerst wordt de relatie tussen een dosis vervuiling (bijvoorbeeld zout water) en het effect op de productie (bijvoorbeeld maïs) in fysieke termen bepaald. Vervolgens wordt deze respons vermenigvuldigd met een economische waarde per eenheid. Deze economische waarde kan de geldende marktprijs zijn, maar ook een betalingsbereidheid die bepaald is met een andere methode (de Boer e.a., 1997).

## Algemene toepassingsmogelijkheden
De PFM is alleen geschikt voor de waardering van natuur- of milieugoederen die gerelateerd zijn aan economische productiesectoren. De moeilijkheid van de PFM zit in de bepaling van de dosis-effectrelaties: bijvoorbeeld, hoeveel minder productie van vis zal er zijn ten gevolge van minder zuurstof?

## Geschiktheid voor ecosysteemfuncties
De PFM is vooral bedoeld voor de waardering van productiefuncties. Voorbeelden zijn de in geld uitgedrukte schade van verminderde visproductie door vervuiling van water en oogstvermindering door overbemesting.